# Túnel de Agua Negra
El túnel de Agua Negra es un proyecto vial que constará en la construcción de dos túneles, en el paso fronterizo de Agua Negra en la cordillera de los Andes, en la provincia argentina de San Juan y la chilena Región de Coquimbo. La obra está planificada como parte de un corredor bioceánico, que conectará el centro de Argentina con el puerto del Océano Pacífico de la ciudad de Coquimbo y el puerto de la ciudad de Porto Alegre en el Océano Atlántico. Una vez iniciado se estima que su construcción demorará 9 años.
En junio de 2022 el proyecto se encontraba suspendido.

## Características del futuro túnel
Están proyectados en total dos túneles, uno de ida y uno de vuelta, cada uno tendrá unos 13,8 kilómetros de largo y 12 metros de diámetro y estarán separados entre sí por 90 metros. Las vinculaciones entre ellos serán cada 500 metros a través de galerías de ventilación, túneles transversales de diferentes diámetros que servirán para la circulación de vehículos ligeros y ventilación.
El método de perforación que se piensa es combinado, usando tuneladora en la mayor parte del recorrido y el resto con método tradicional de voladuras. Del lado chileno, se comenzará haciendo un boquete de aproximadamente 1 kilómetro con método tradicional (usando explosivos), que permita la entrada de la tuneladora, que es una especie de tren de entre 70 y 100 metros de largo con una punta que al girar rompe la roca. La tunelera trabajará unos 10 kilómetros. Mientras tanto, del lado argentino se "atacará" la roca, con el método tradicional alrededor de 3 kilómetros, hasta encontrarse con el agujero que vendrá haciendo la máquina desde Chile. En cuanto a la demora de la obra, se prevé un total de 9 años y un costo final de 1500 millones de dólares.

## Historia
El 28 de agosto de 2009 se firmó un memorándum de entendimiento entre los presidentes de la Argentina, Brasil y Chile para consolidar la construcción del túnel. Al año siguiente en la Cumbre del Mercosur se informó sobre los avances del proyecto.El 28 de agosto de 2009, aprovechando la cumbre de presidentes UNASUR en San Carlos de Bariloche, este proyecto consiguió un impulso político, al firmar Cristina Fernández, Michelle Bachelet y Luiz Inácio Lula da Silva un memorándum de entendimiento para consolidar la construcción del túnel. En 2019 el gobierno de Chile advirtió que el costo podría duplicar o triplicar los 1500 millones de dólares del cálculo oficial, En 2020 por decisión del gobierno de Sebastián Piñera las obras fueron paralizadas tras renunciar a un crédito del BID para la construcción del túnel binacional, lo que provocó quejas diplomáticas de Argentina. La decisión unilateral del conservador Piñera provoca quejas tanto en Argentina como dentro de Chile. El crédito del BID fue formalmente rechazado por el gobierno de Piñera lo que provocó la caída del proyecto a pesar de no haber informado oficialmente a Argentina ni a la Región de Coquimbo originando un conflicto diplomático.

## Importancia
Su importancia estriba en que políticos del Cono Sur piensan que se necesita colocar su producción exportable en el mercado mundial, teniendo como objetivo principal los mercados del Asia- Pacífico. Esto provocaría un incremento en el comercio incentivando la producción exportable en las áreas de influencia del Corredor. En Chile la Región de Coquimbo necesita la carga de los productores argentinos para que el funcionamiento su puerto sea más dinámico de lo que es actualmente. Mientras que para San Juan se espera la reactivación total de la zona norte, (Jáchal, Ischigualasto e Iglesia) de la misma, desde el punto de vista económico y turístico
También la importancia radica en que es el principal componente corredor Porto Alegre - Coquimbo dentro del Mercosur, puesto que cada vez es mayor el intercambio comercial entre los países del Mercosur (Argentina, Brasil, Paraguay y Uruguay) y Chile, y entre estos y los mercados del Asia Pacífico. Se pronostica que se saturará la capacidad del Paso principal por el Túnel Cristo Redentor en Mendoza con el agravante de su indisponibilidad en las temporadas invernales (40 días promedio al año). Por su posición geográfica el corredor por el paso de Agua Negra representa una alternativa de complementación ya que por un lado se encuentra alineado entre los puertos de Porto Alegre en Brasil y Coquimbo en Chile, atravesando la zona productora central de Argentina y por otro la construcción del Túnel posibilita su disponibilidad durante todo el año.

## Corredor bioceánico
Este futuro corredor será una vía de comunicación interoceánica que conectará los puertos del Pacífico (Coquimbo, Chile) y del Atlántico (Porto Alegre, Brasil) pasando por la región centro de Argentina, por ciudades como Santa Fe y Córdoba, cuya última unidad urbana se trata del segundo centro terciario en importancia dentro de Argentina. Este corredor tendrá como principal componente los túneles en el fronterizo Paso del Agua Negra. Es un instrumento “físico- territorial” que agilizaría el comercio de los países del Cono Sur americano (Mercosur y Chile).

### Rutas que formarán parte en Brasil
- BR-290

### Rutas que formarán parte en Argentina

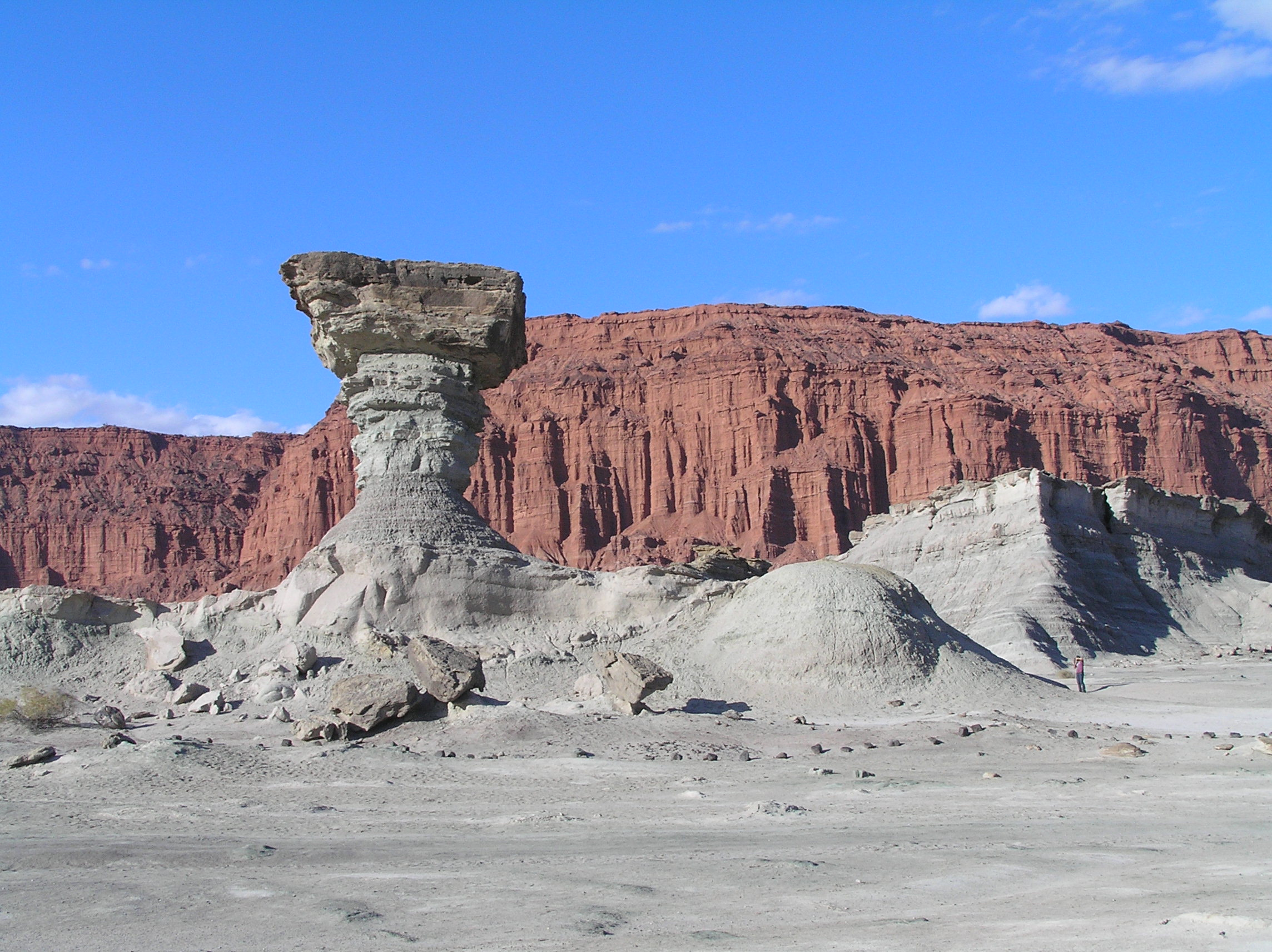
Esta vía interoceánica también permitirá el ingreso a Ischigualasto, un importante punto turístico y paleontológico de la Argentina.

- Ruta Nacional 14
- Ruta Nacional 127
- Ruta Nacional 12
- Ruta Nacional 168
- Ruta Nacional 11
- Ruta Nacional 19
- Ruta Nacional 20
- Ruta Nacional 38
- Ruta Nacional 150

### Rutas que formarán parte en Chile
- Ruta 41-CH

### Principales ciudades que formarán parte en Brasil
- Porto Alegre
- São Gabriel
- Uruguaiana

### Principales ciudades que formarán parte en Argentina
- Paso de los Libres
- Resistencia
- Corrientes
- Paraná
- Santa Fe
- San Francisco
- Córdoba
- Carlos Paz
- Chamical
- San José de Jáchal

### Principales ciudades que formarán parte en Chile
- Vicuña
- La Serena
- Coquimbo

## Laboratorio científico subterráneo
Una coordinación internacional de científicos sudamericanos han realizado estudios y solicitado la instalación, en el punto más profundo del túnel, de un laboratorio científico subterráneo, que consiste en un complejo de tres cavernas anexas, donde se puedan hacer experimentos de clase mundial en física de partículas, astrofísica, geofísica, biología y ciencias de medio ambiente, entre otros. El laboratorio, llamado ANDES (Agua Negra Deep Experiment Site), sería el tercero más profundo del mundo, a 1.750 m bajo la roca de la montaña, y el primero de este tipo en el hemisferio Sur del planeta. Su administración estará a cargo de un organismo internacional latino americano denominado "Consorcio Latinoamericano de Experimentos Subterráneos" (CLES). Este tipo de laboratorio subterráneo, debido a su gran profundidad, permite hacer experimentos de alta sensibilidad que quedan protegidos bajo la roca del permanente bombardeo de rayos cósmicos que llegan a la superficie terrestre.